# Trovador Codina
 (mars 2024).
Pour les articles homonymes, voir Codina.
Joaquín Codina, plus connu sous le nom d'artiste Trovador Codina, né à Manzanillo le 2 juillet 1907 et mort à La Havane le 4 mai 1975, est un chanteur et guitariste cubain.